# Melo aethiopica
Melo aethiopica, tên tiếng Anh: crowned baler, là một very ốc biển cỡ lớn, là động vật thân mềm chân bụng sống ở biển trong họ Volutidae, họ ốc dừa.

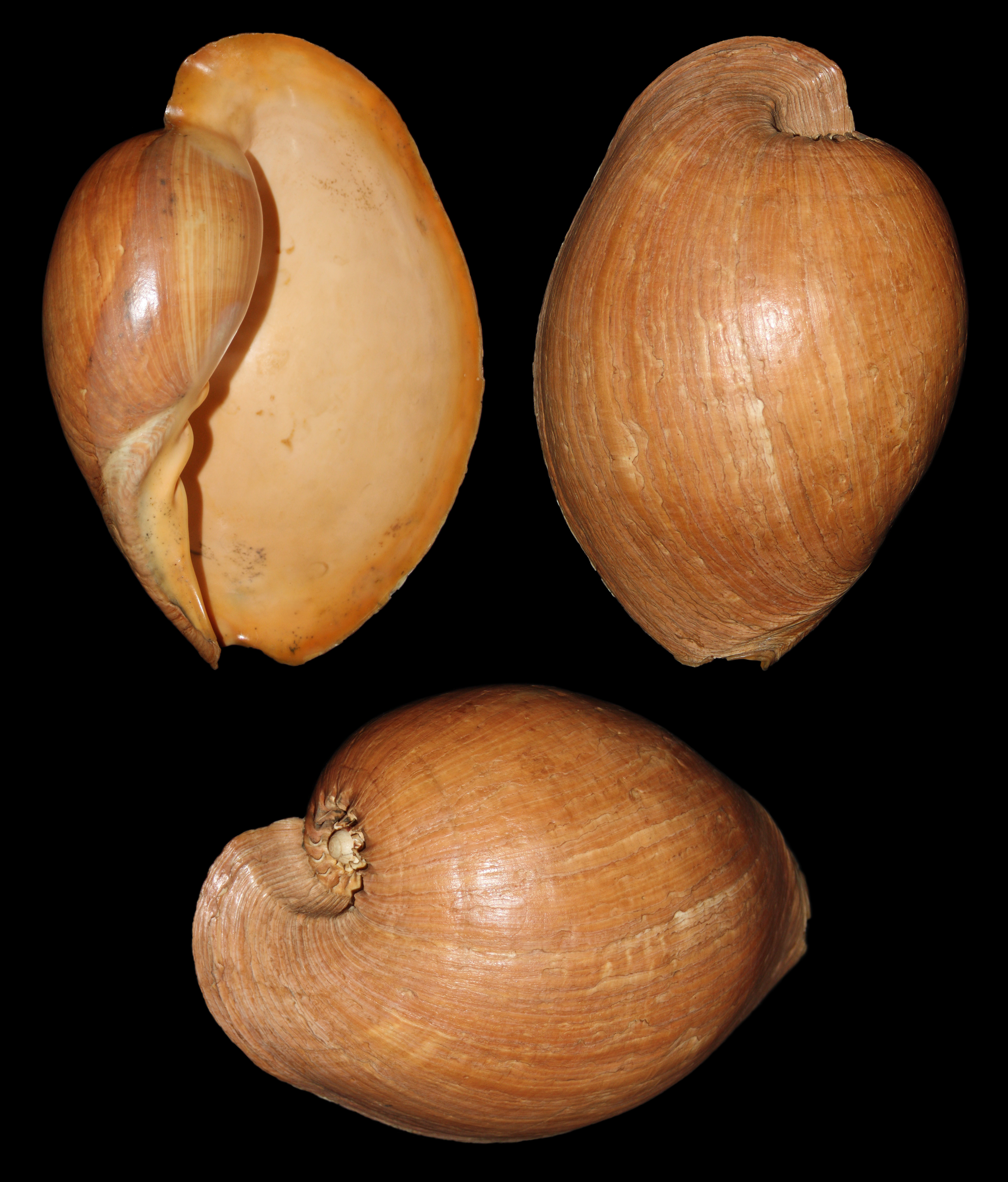
vỏ ốc Melo aethiopica

## Hình ảnh

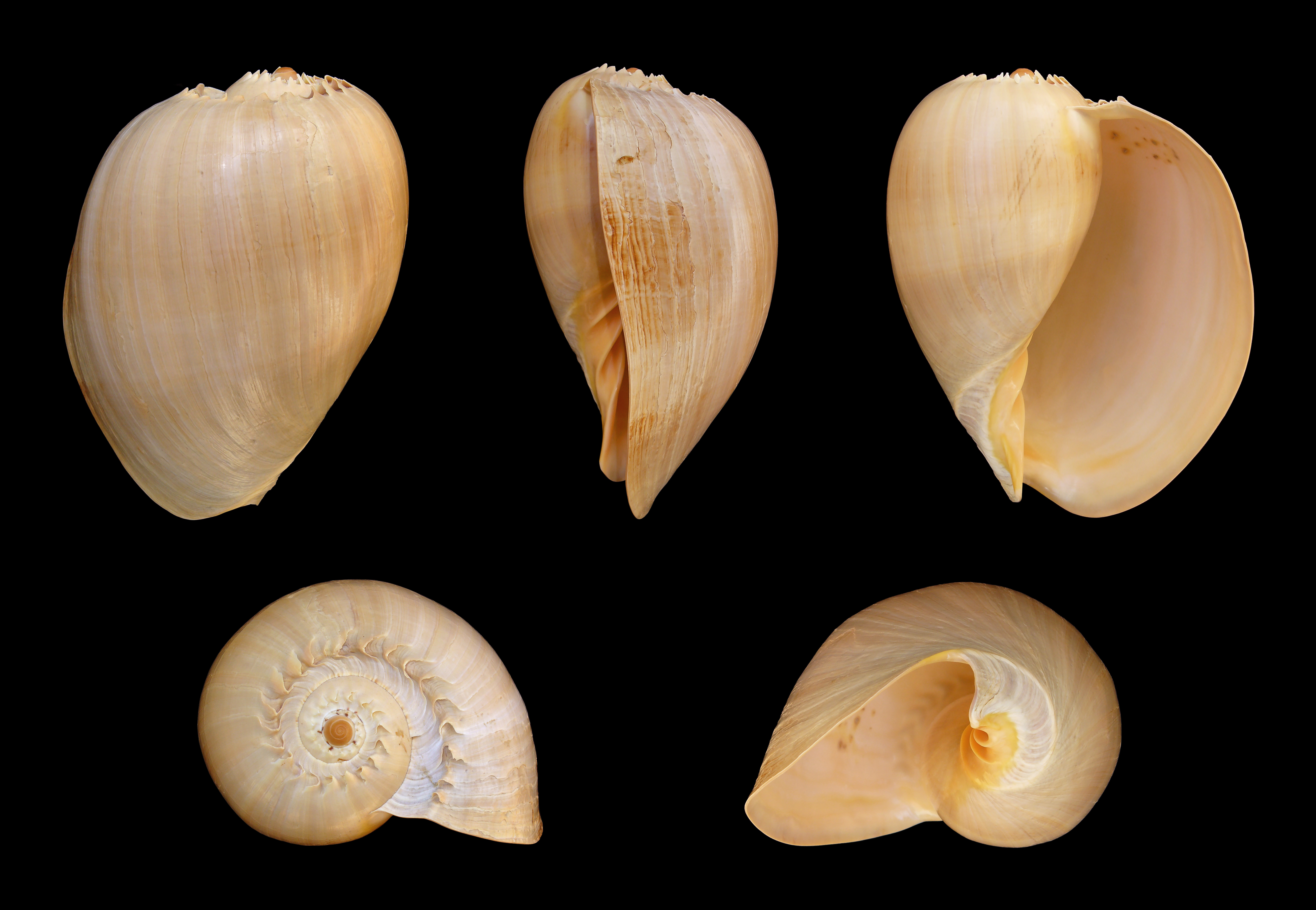
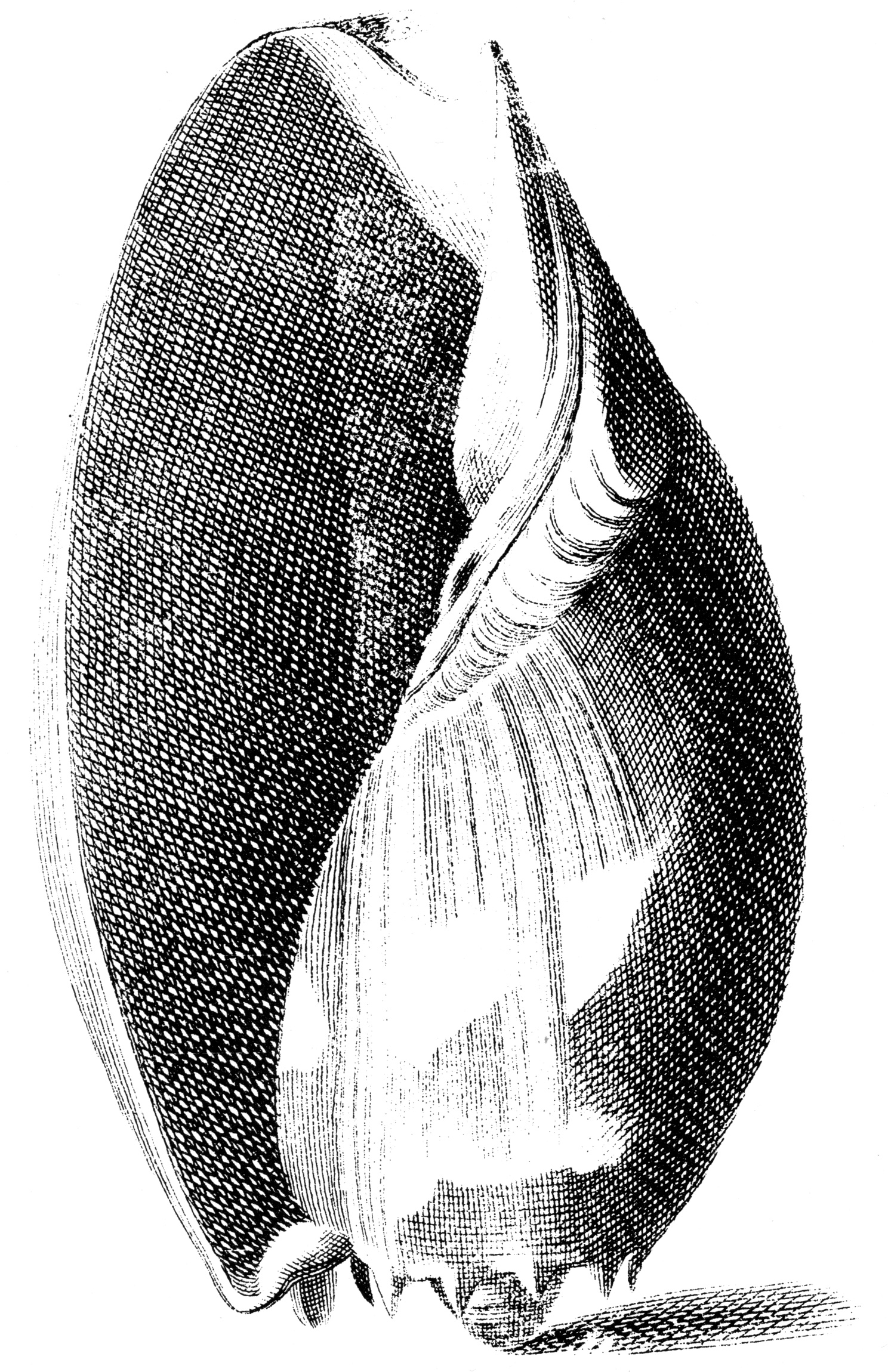